# Aotus gracillima
Aotus gracillima är en ärtväxtart som beskrevs av Meissner. Aotus gracillima ingår i släktet Aotus och familjen ärtväxter. Inga underarter finns listade i Catalogue of Life.